# Passé composé
A Passé composé (magyarra általában közelmúltnak fordítják) a francia nyelv leggyakrabban használatos múlt ideje a kijelentő mód öt múlt ideje közül. A passé azt jelent, "múlt", "elmúlt", a composé pedig "összetett", az elnevezés tehát arra utal, hogy összetett (analitikus, nem egyetlen tagból álló) igeidőről van szó. Beszédben, a mindennapi nyelvben igen gyakori, míg regényekben, szépirodalmi alkotásokban a Passé simple igeidőt használják helyette. Mindkét igeidő befejezett (perfektív) igeaspektust fejez ki, folyamatos (imperfektív) aspektus kifejezésére az Imparfait alkalmas.
Képzésmódját (és részben használatát) tekintve nagyjából párhuzamba állítható az olasz Passato prossimo, a spanyol Pretérito Perfecto, a portugál Pretérito perfeito composto, a román Perfect compus, az angol Present Perfect, a német Perfekt igeidőkkel. Használata jórészt megegyezik olasz megfelelőjével, szélesebb körben használatos spanyol és angol megfelelőjénél.

## Képzése
Képzéséhez az avoir ill. az être ige, mint segédige jelen idejét és a főige befejezett melléknévi igenevét (Participe passé) kell ismernünk. Képzése az összes tárgyas ige, valamint néhány tárgyatlan ige esetében:
- avoir ragozott alakja kijelentő mód jelen időben + befejezett melléknévi igenév (participe passé)

Képzése a tárgyatlan igék másik részénél, valamint a visszaható és pronominálisan használt igék esetében:
- être ragozott alakja kijelentő mód jelen időben + befejezett melléknévi igenév.

Tárgyas igék esetében mindig az avoir használatos segédigeként. Tárgyatlan igéknél nehéz pontosan szabályba foglalni, hogy az avoir vagy az être igét kell-e segédigének használni, de a mozgást, hely-, helyzet- és állapotváltozást kifejező igék többnyire az être igével képzik a Passé composét és a többi összetett igealakot is. Etre-rel képzik az összetett igealakjukat pl. a következő igék: aller, venir, arriver, partir, entrer, sortir, monter, descendre, naître, mourir, décéder, passer, rester, tomber, rentrer, retourner.
Bizonyos igék mindkét segédigével képezhetik az összetett igealakokat, attól függően, hogy a cselekvés, történés következtében beálló állapotváltozást akarjuk-e hangsúlyozni vagy magát a cselekvés tényét:
- Il a beaucoup changé (sokat változott).
- Il est bien changé (nagyon megváltozott).

Az ún. ergatív igéknek van tárgyas és tárgyatlan jelentésük is, ezeket tárgyas értelemben az avoir segédigével, tárgyatlan értelemben az être segédigével ragozzuk. Ilyen igék például a descendre (tárgyatlan értelemben: lejönni, tárgyas értelemben: lehozni), sortir (kimenni, kihozni), passer (elmenni, eltölteni), retourner (visszafordulni, kifordítani), tomber (elesni, kiütni):
- Elle est descendue (lejött).
- Elle a descendu la valise (lehozta a bőröndöt).

Példák a visszaható ill. pronominálisan használt igékre:
- Je me suis évanoui (elájultam).
- Nous nous sommes téléphoné (telefonáltunk egymásnak).

### A participe passé egyeztetése az alannyal
Ha a segédige az être, akkor a befejezett melléknévi igenév nemben és számban egyezik az alannyal. Példák:
- Elle est arrivée.
- Ils sont venus.
- Elles sont montées.

### A participe passé egyeztetése a tárggyal
Ha a segédige az avoir és a tárgy névmás formájában (me, te, le, la, nous, vous, les, se) megelőzi az igét, a befejezett melléknévi igenév nemben és számban egyezik a tárggyal. Példák:
- Je les ai vus.
- Il l'a aimée.

### Egy-egy ige ragozása azêtreilletve azavoirsegédigével
| être                                             | avoir                           |
| ------------------------------------------------ | ------------------------------- |
| je suis arrivé(e) (én) megérkeztem (hn/nn)       | j'ai mangé (én) ettem           |
| tu es arrivé(e) (te) megérkeztél (hn/nn)         | tu as mangé (te) ettél          |
| il est arrivé (ő) megérkezett (hn)               | il a mangé (ő) evett (hn)       |
| elle est arrivée (ő) megérkezett (nn)            | elle a mangé (ő) evett (nn)     |
| nous sommes arrivé(e)s (mi) megérkeztünk (hn/nn) | nous avons mangé (mi) ettünk    |
| vous êtes arrivé(e)s (ti) megérkeztetek (hn/nn)  | vous avez mangé (ti) ettetek    |
| ils sont arrivés (ők) megérkeztek (hn)           | ils ont mangé (ők) ettek (hn)   |
| elles sont arrivées (ők) megérkeztek (nn)        | elles ont mangé (ők) ettek (nn) |

## Története
Lásd: A Passato prossimo története